# Freja Beha Erichsen

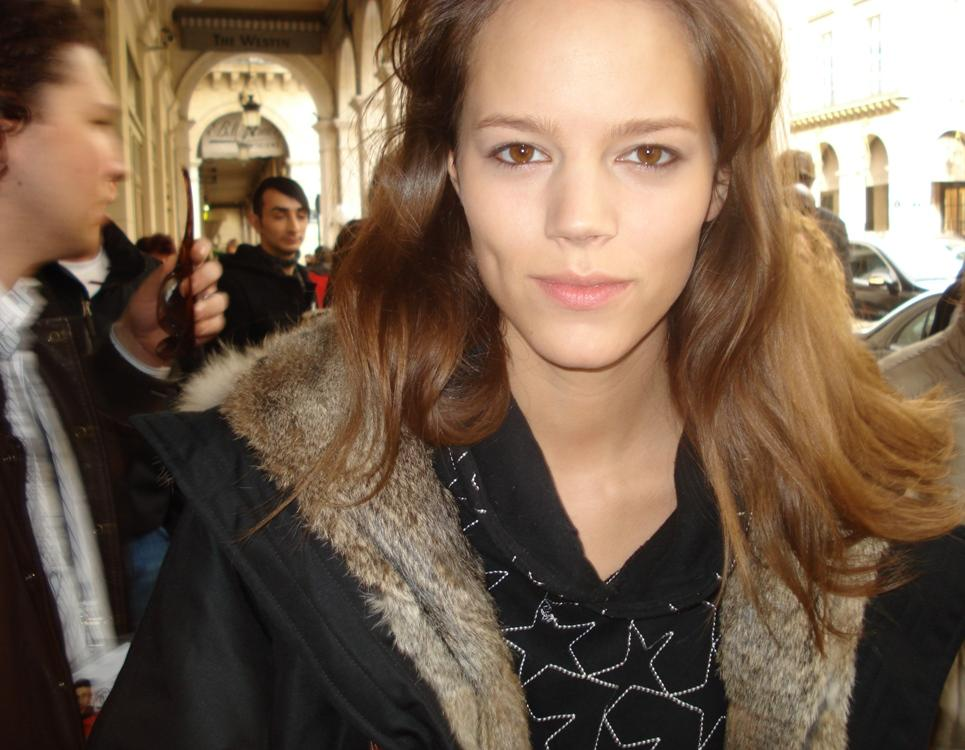
Freja Beha Erichsen, 2007

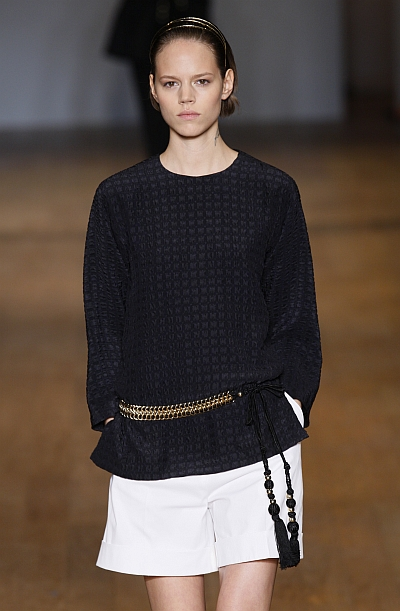
Freja Beha Erichsen bei der Tommy Hilfiger Spring, 2009

Freja Beha Erichsen (* 18. Oktober 1987 in Roskilde) ist ein dänisches Model.

## Werdegang
Freja Beha Erichsen besuchte das Frederiksberg Gymnasium und wurde zufällig auf den Straßen ihrer Heimat Dänemark von einer Model-Agentin entdeckt.
Ihre ersten Auftritte auf großen Modenschauen begannen im Jahr 2005 in den Metropolen Paris und Mailand, als sie die Shows von Prada, Louis Vuitton und Miu Miu eröffnete. Ebenso tritt sie auf vielen wichtigen Laufstegen in den bekannten Modestädten New York, Paris, Mailand und London auf. Erichsen läuft für die Haute Couture, unter anderem für Chanel, Christian Dior, Gucci und viele weitere Modelabels über den „Catwalk“.
Außerdem taucht sie in vielen Werbekampagnen, beispielsweise für Jil Sander, Gucci, Hugo Boss, auf. Sie ist das Gesicht der Düfte Guccy by Gucci, neben ihren Kolleginnen Natasha Poly und Raquel Zimmermann. Bei einem Fototermin wurde sie von dem Modeschöpfer Karl Lagerfeld und dem Visagisten James Kaliardos im November 2006 als das neue Gesicht von Chanel vorgestellt.
Unter anderem in der amerikanischen, französischen, deutschen und vielen weiteren Länderausgaben des Modemagazins Vogue erscheint Freja Beha Erichsen auf den Titelseiten und in Artikeln.
Einige Modeartikel wurden nach ihr benannt – unter anderem die Jill Stuart Freja Handtasche, die Chloé Freja Clutch und die Alexander Wang Freja Lace-Up Stiletto Boots mit Zip Detail.
2013 war sie auf der Top 50 Models Women-Liste von models.com die Elftplatzierte, befand sich jedoch auch schon auf dem zweiten Rang. Vogue Paris erklärte, sie sei unter den Top-30-Models der 2000er Jahre.
Der von Karl Lagerfeld fotografierte Pirelli-Kalender 2011 enthielt eine Seite mit Frejas Bild.